# Dowgiałło (herb książęcy)
Dowgiałło (Dowgiało, Dowgajło, Dowgiełło, Okno) – polski herb książęcy, odmiana herbu Zadora, Abdank, Ostroja i Hippocentaurus. Herb własny rodziny Dowgiałłów.

## Opis herbu

### Opis historyczny
Juliusz Ostrowski blazonuje herb następująco:

Na tarczy czterodzielnej w polach I błękitnem lwia głowa płomienie ziejąca, w II czerwonem – dwie krokwie srebrne ułożone w kształcie litery W; w III czerwonem – miecz ostrzem na dół między barkami dwóch półksiężyców, w IV błękitnem centaur w lewo po za siebie z łuku strzelający. Nad tarczą książęca konina.

### Opis współczesny
Opis skonstruowany współcześnie brzmi następująco:
Na tarczy czterodzielnej, w I polu błękitnym Zadora z złotą lwa głową, w II czerwonym Abdank, w III czerwonym Ostoja, w IV błękitnym Hippocentaurus bez murawy w drugą stronę herbu obrócony i zamiast węża ogon zwykły.
Całość otacza płaszcz heraldyczny, podbity gronostajem.
Płaszcz zwieńcza mitra książęca.

## Geneza
Herb należy do rodziny książęcej Dowgiałłów. Według Niesieckiego, Jabłonowskiego i Wilczyńskiego; Dowgiałłowie wywodzą się od Giedyminowiczów. Chociaż nowsi heraldycy zarzucają im brak dowodów. Jednakże nie podlega dyskusji, że herbem tym się legitymowali.

## Herbowni
Informacje na temat herbownych w artykule sporządzone zostały na podstawie wiarygodnych źródeł, zwłaszcza klasycznych i współczesnych herbarzy. Należy jednak zwrócić uwagę na częste zjawisko przypisywania rodom szlacheckim niewłaściwych herbów, szczególnie nasilone w czasie legitymacji szlachectwa przed zaborczymi heroldiami, co zostało następnie utrwalone w wydawanych kolejno herbarzach. Identyczność nazwiska nie musi oznaczać przynależności do danego rodu herbowego. Przynależność taką mogą bezspornie ustalić wyłącznie badania genealogiczne.
Pełne listy herbownych nie są dziś możliwe do odtworzenia, także ze względu na zniszczenie i zaginięcie wielu akt i dokumentów w czasie II wojny światowej (m.in. w czasie powstania warszawskiego w 1944 spłonęło ponad 90% zasobu Archiwum Głównego w Warszawie, gdzie przechowywana była większość dokumentów staropolskich). Nazwisko znajdujące się w artykule pochodzi z Herbarza polskiego, Tadeusza Gajla. Występowanie danego nazwiska w artykule nie musi oznaczać, że konkretna rodzina pieczętowała się herbem Dowgiałło. Często te same nazwiska są własnością wielu rodzin reprezentujących wszystkie stany dawnej Rzeczypospolitej, tj. chłopów, mieszczan, szlachtę. Herb Dowgiałło jest herbem własnym, wiec do jego używania uprawniona jest zaledwie jedna rodzina: Dowgiałłowie.